# TOG1 重型戰車
TOG1 重型戰車，是第二次世界大戰初期，由英國研發與製造的超重型坦克，是針對在一次世界大戰中出現的新戰爭型態「壕溝戰」所設計。雖然成功製作了1輛原型車，但是在戰場上非常重要、能避免戰車成為活靶的越野性能輸給了軍方的另一個原型設計-邱吉爾步兵戰車，因此落選。

## 概要
1939年7月，第一次世界大戰結束之後，英國為了在一個適當的平台下進行新戰車的研發而成立了特殊車輛開發委員會。
委員會主席阿爾伯特·杰拉爾德·斯特恩爵士曾在第一次世界大戰中擔任陸地船艦委員會（Landships Committee）所屬的戰車供給部部長，其他成員也是在戰爭中在戰車開發領域的重要人物，如海軍建造部部長尤斯塔斯·丁尼生爵士，海軍歐內斯特·鄧祿普·溫斯頓將軍、負責引擎設計的哈利·里卡多爵士以及傳動與變速系統專家、海軍少校沃爾特·戈登·威爾遜。

由於成員在接任的時候普遍都已上了年紀，因此他們戲稱自己為「The Old Gang」，並取頭一個字母TOG做為他們所主導設計的戰車名稱。
委員會提出了一種具備翻越壕溝與輸送兵員能力的重型戰車構想，並交由設計了全世界第一輛戰車Mark I的威廉·阿什比·特里頓爵士進行具體設計。

新設計擁有巨大的車體，並在車體兩側安裝了同樣巨大的履帶做為驅動。武器部分，車體前方安裝了47mm反戰車砲與1座射程100碼、能有效擊破2米左右的鋼筋混凝土的105mm口徑野戰砲。車頂的砲塔則使用了與馬爾蒂達II步兵戰車一樣的小砲塔，載了1座40mm QF 2磅戰車砲。車體四周還安裝了對步兵用的機槍以及四座2英吋的煙霧彈發射器。
TOG1的原型車在1940年10月完成，原本使用引擎發電再驅動馬達出力的串聯式混合動力系統（引擎帶動發電機發電，電力再送到電動機，由電動機驅動履帶），但是因為出現大量機械問題而更換成油壓驅動，更換的過程一直到1943年5月才完成，完成的車體被稱為TOG 1A。
原型車雖然送到了喬巴姆的試驗場，卻從來沒有任何試驗報告，原型車在戰後也下落不明，TOG1就此消失在歷史之中。